# Danuta Muszyńska-Zamorska
Danuta Muszyńska-Zamorska, ps. Dania (ur. 14 maja 1931 w Środzie Wielkopolskiej, zm. 2 stycznia 2022) – polska artystka malarka, witrażystka i gobeliniarka.

## Życiorys
Ukończyła Państwową Wyższą Szkołę Sztuk Plastycznych w Łodzi na Wydziale Włókienniczym, uzyskując dyplom artysty plastyka z zakresu tkactwa dekoracyjnego. Po ukończeniu studiów związała się z Łodzią. Podstawową dziedziną swej działalności artystycznej uczyniła malarstwo akwarelowe i olejne, którego motywem przewodnim stały się portrety dzieci i sceny macierzyństwa. Za prace te artystka była wielokrotnie nagradzana.
Pierwszą wystawę jej prac zorganizowano w 1968 r. W latach 70. i 80. XX w. obrazy artystki prezentowane były w Polsce i za granicą w ramach cyklu Dzieci świata. Reprodukcje obrazów wydane zostały także przez Krajową Agencję Wydawniczą w serii pocztówek, co znacznie spopularyzowało twórczość artystki. W 1979 r. praca pt. Dziewczynka z gołębiem, wykonana w gobelinie na podstawie wcześniejszego obrazu olejnego, wręczona została Janowi Pawłowi II podczas jego pierwszej pielgrzymki do ojczyzny. Kolejna praca Jacek i gołębie (również gobelin na podstawie obrazu) trafiła w ręce sekretarza generalnego ONZ K. Waldheima. Artystka ma za sobą ok. 200 wystaw w Polsce i za granicą, m.in. w Berlinie, Pradze, Bratysławie, Sofii, Brukseli, Poczdamie, Kolonii i Toronto. 3 kwietnia 2009 roku artystka obchodziła 50-lecie pracy artystycznej, połączone z jubileuszową wystawą prac, zorganizowane przez Łódzki Dom Kultury.
Artystka odznaczona została Złotym Krzyżem Zasługi, honorową odznaką Łodzi oraz srebrnym Medalem „Zasłużony Kulturze Gloria Artis”. Wiele wystaw zorganizował także ośrodek kultury w rodzinnym mieście artystki, Środzie Wielkopolskiej. W 2004 r. nagrodzona została tytułem Ambasador Powiatu Średzkiego. Artystka znana jest również z licznych akcji charytatywnych na rzecz dzieci, za taką działalność nagrodzona została Orderem Uśmiechu. Od 2007 roku mieszkała wraz z mężem Jerzym Zamorskim w Domu Aktora w Skolimowie.